# Baden (Argovia)
Baden es una ciudad y comuna suiza del cantón de Argovia, capital del distrito de Baden. Situada en la orilla oeste del río Limago, la comuna limita al norte con la comuna de Obersiggenthal, al este con Ennetbaden y Wettingen, al sureste con Neuenhof, al sur con Fislisbach, al oeste con Birmenstorf y Gebenstorf, y al oeste con Turgi. El exclave de Rütihof limita además con la comuna de Mellingen.

## Historia
El castillo Stein, antiguo baluarte de los Habsburgo fue destruido en 1415, durante las guerras entre Suiza y la Casa de Habsburgo. Reconstruida la fortaleza por los católicos en 1657 después de su victoria en la batalla de Villmergen fue nuevamente destruida en 1712, por las tropas protestantes de Berna y Zúrich. 
Baden, junto con toda Argovia, fue conquistada por los confederados suizos que instalaron en la ciudad la Dieta Federal entre 1492 y 1712, siendo Baden en este periodo la capital de facto de Suiza. En 1714 fue firmado en la ciudad el tratado de Baden, que puso fin a la guerra entre Francia y el Sacro Imperio Romano. Baden fue la capital del cantón de Baden desde 1798 hasta 1803 cuando fue creado el cantón de Argovia.
En el siglo XIX, las aguas se consideraban eficaces para la gota y el reumatismo. Fueron frecuentados por Goethe, Nietzsche, Thomas Mann y, en particular, por Hermann Hesse, quien visitó la ciudad anualmente durante casi treinta años. El Ferrocarril del Norte Suizo (Schweizerische Nordbahn, SNB) que conecta Zúrich con Baden fue el primer ferrocarril de Suiza, inaugurado en 1847. Antes de la Primera Guerra Mundial, los visitantes extranjeros eran pocos, pero se pensaba que la temporada turística de verano llenaba la ciudad de visitantes. Casi al mismo tiempo, un barrio industrial se abrió al noroeste de los baños.
Las excavaciones modernas han descubierto tres piscinas romanas. Los municipios de Baden y Neuenhof estaban considerando fusionarse el 1 de enero de 2012 en un nuevo municipio que también se habría conocido como Baden. Esto fue rechazado por votación popular en Baden el 13 de junio de 2010.

## Transportes

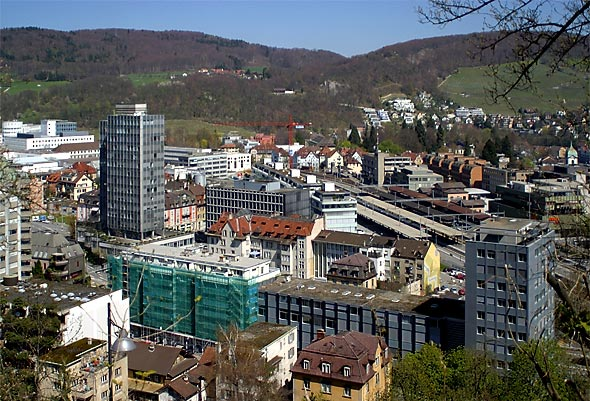
Vista de la estación de ferrocarril y el centro de Baden.

### Ferrocarril
Cuenta con una estación ferroviaria en la que efectúan parada trenes de larga distancia y de ámbito regional, así como trenes de cercanías de las redes S-Bahn Argovia y S-Bahn Zúrich.

## Ciudades hermanadas
- Sighişoara (Rumania).

## Personas notables
- Albert Hofmann, químico e intelectual.